# Craig Mann
Pour les articles homonymes, voir Mann.
Craig Mann est un mixeur canadien né à Oakville (Ontario).

## Biographie
Après avoir obtenu son diplôme au Fanshawe College (en) à London (Ontario), il travaille pour Casablanca Sound pendant 5 ans au Canada avant de se voir offrir une possibilité d'exercer en Californie chez Todd-AO,,.

## Filmographie (sélection)
- 2004 : Van Helsing de Stephen Sommers
- 2004 : Kill Bill: Volume 2 de Quentin Tarantino
- 2005 : La Porte des secrets (The Skeleton Key) d'Iain Softley
- 2006 : Antartica, prisonniers du froid (Eight Below) de Frank Marshall
- 2007 : Rogue : L'Ultime Affrontement (War) de Philip G. Atwell (en)
- 2007 : La Vengeance dans la peau (The Bourne Ultimatum) de Paul Greengrass
- 2008 : Mensonges d'État (Body of Lies) de Ridley Scott
- 2009 : Hors du temps (The Time Traveler's Wife) de Robert Schwentke
- 2009 : Le Psy d'Hollywood (Shrink) de Jonas Pate
- 2010 : Insidious de James Wan
- 2013 : Insidious : Chapitre 2 (Insidious: Chapter 2) de James Wan
- 2013 : American Nightmare (The Purge) de James DeMonaco
- 2014 : Veronica Mars de Rob Thomas
- 2014 : Whiplash de Damien Chazelle
- 2015 : Insidious : Chapitre 3 (Insidious: Chapter 3) de Leigh Whannell

## Distinctions

### Récompenses
- Oscars 2015 : Oscar du meilleur mixage de son pour Whiplash
- BAFTA 2015 : British Academy Film Award du meilleur son pour Whiplash